# Deutscher Sozialgerichtstag

Deutscher Sozialgerichtstag (2011)

Der Deutsche Sozialgerichtstag e.V. (DSGT) ist ein Verein mit Sitz in Potsdam, der im Januar 2006 gegründet worden ist und der sich aus der Sicht von Praktikern kritisch mit sozialrechtlichen Fragen befasst. Er veranstaltet alle zwei Jahre eine Tagung, die ebenfalls den Namen Deutscher Sozialgerichtstag führt.

## Verein
Der Deutsche Sozialgerichtstag versteht sich als „interdisziplinärer Fachverband, der sich … auf allen Gebieten des Sozialrechts in die rechtspolitische Debatte einbringt.“ Die Mitgliedschaft steht nicht nur Juristen (Richtern, Rechtsanwälten, Juristen bei Verbänden und bei den Behörden) offen, sondern allen sozialrechtlichen Praktikern (Verfahrensbevollmächtigten, Behörden und Verbände, Ärzten als medizinischen Sachverständigen und Wissenschaftlern).
Es bestehen elf Kommissionen zu den einzelnen sozialrechtlichen Rechtsgebieten, zum Verfahrensrecht und zu ethischen Fragen, in denen die kontinuierliche Facharbeit erfolgt.
Präsident des Sozialgerichtstags ist Michael Löher.

## Veranstaltungen
Alle zwei Jahre richtet der Verein den Deutschen Sozialgerichtstag in Potsdam aus, bei dem aktuelle sozialrechtliche Fragen mit grundsätzlicher Bedeutung diskutiert werden.
Außerdem werden „Praktiker-Workshops“ zu ausgewählten aktuellen Themen veranstaltet.
Die Dokumentation der Bundestagungen, Veranstaltungsberichte und Stellungnahmen werden vom Richard Boorberg Verlag Stuttgart veröffentlicht.

## Positionen
Der Deutsche Sozialgerichtstag wird als Sachverständiger im Gesetzgebungsverfahren und in den Verfahren vor dem Bundesverfassungsgericht gehört.
Ein Schwerpunkt der bisherigen Arbeit lag in Stellungnahmen zur Sozialreform Hartz IV, insbesondere mit Blick auf die Höhe der Regelsätze für Kinder sowie die hohe Zahl an Klagen, die bei den Sozialgerichten anhängig sind. In der Verfassungsbeschwerde zu der Frage, inwieweit die Einbeziehung von nichtehelichen Kindern in die Bedarfsgemeinschaft beim Bezug von Arbeitslosengeld II und von Sozialgeld mit geltendem Recht vereinbar sei, hat der Deutsche Sozialgerichtstag die Ansicht vertreten, diese Regelung sei in der Fassung des Gesetzes vom 20. Juli 2006 verfassungswidrig, weil sie nicht mit dem Grundrecht auf Gewährung eines menschenwürdigen Existenzminimums vereinbar sei. Zu einer weiteren existentiellen Frage des Rechts der Grundsicherung für Arbeitsuchende hat der Deutsche Sozialgerichtstag in einer Stellungnahme im Verfahren vor dem Bundesverfassungsgericht tiefgreifende Bedenken gegen die Verfassungsmäßigkeit der über eine Kürzung um 30 % des Regelsatzes hinaus gehenden Leistungskürzungen erhoben und fand sich in der am 5. November 2019 verkündeten Entscheidung in seiner Positionierung bestätigt.
Der Verein wendet sich auch gegen die Zusammenlegung von Verwaltungs- und Sozialgerichtsbarkeit, die aus dem Bundesrat bereits mehrfach erfolglos betrieben worden war und die auch in der Koalitionsvereinbarung der schwarz-gelben Koalition von 2009 vorgesehen war. Damit seien vor allem Nachteile für den Rechtsschutz suchenden Bürger verbunden.